# Вільтруд Урзельманн
Вільтруд Урзельманн (нім. Wiltrud Urselmann, 12 травня 1942) — німецька плавчиня.
Срібна медалістка Олімпійських Ігор 1960 року, учасниця 1964 року.
Бронзова медалістка Чемпіонату Європи з водних видів спорту 1958 року.